# 1888 год в истории железнодорожного транспорта
1888 год в истории железнодорожного транспорта

## События
- 17 октября произошло крушение Императорского поезда, следовавшего в Крым, на Курско-Харьково-Азовской железной дороге близ станции Борки. Чудесное спасение Императорской семьи. Расследование вёл знаменитый русский юрист Кони.
- В Ирландии построена монорельсовая дорога длиной 16,6 километра.[1]
- В Болгарии проложена железнодорожная линия Царев-Брод — София — Вакарел.[1]
- В Швеции построен первый участок Рудной железной дороги.
- Основан Уфимский тепловозоремонтный завод, как «Уфимские железнодорожные мастерские».